# Raphael Senga
 (mars 2021).
La mise en forme du texte ne suit pas les recommandations de Wikipédia : il faut le « wikifier ».
Les points d'amélioration suivants sont les cas les plus fréquents :
- Les titres sont pré-formatés par le logiciel. Ils ne sont ni en capitales, ni en gras.
- Le texte ne doit pas être écrit en capitales (les noms de famille non plus), ni en gras, ni en italique, ni en « petit »…
- Le gras n'est utilisé que pour surligner le titre de l'article dans l'introduction, une seule fois.
- L'italique est rarement utilisé : mots en langue étrangère, titres d'œuvres, noms de bateaux, etc.
- Les citations ne sont pas en italique mais en corps de texte normal. Elles sont entourées par des guillemets français : « et ».
- Les listes à puces sont à éviter, des paragraphes rédigés étant largement préférés. Les tableaux sont à réserver à la présentation de données structurées (résultats, etc.).
- Les appels de note de bas de page (petits chiffres en exposant, introduits par l'outil «  Source ») sont à placer entre la fin de phrase et le point final[comme ça].
- Les liens internes (vers d'autres articles de Wikipédia) sont à choisir avec parcimonie. Créez des liens vers des articles approfondissant le sujet. Les termes génériques sans rapport avec le sujet sont à éviter, ainsi que les répétitions de liens vers un même terme.
- Les liens externes sont à placer uniquement dans une section « Liens externes », à la fin de l'article. Ces liens sont à choisir avec parcimonie suivant les règles définies. Si un lien sert de source à l'article, son insertion dans le texte est à faire par les notes de bas de page.
- La présentation des références doit suivre les conventions bibliographiques. Il est recommandé d'utiliser les modèles {{Ouvrage}}, {{Chapitre}}, {{Article}}, {{Lien web}} et/ou {{Bibliographie}}. Le mode d'édition visuel peut mettre en forme automatiquement les références.
- Insérer une infobox (cadre d'informations à droite) n'est pas obligatoire pour parachever la mise en page.

Pour une aide détaillée, merci de consulter Aide:Wikification.
Si vous pensez que ces points ont été résolus, vous pouvez retirer ce bandeau et améliorer la mise en forme d'un autre article.
 (avril 2012).
Si vous disposez d'ouvrages ou d'articles de référence ou si vous connaissez des sites web de qualité traitant du thème abordé ici, merci de compléter l'article en donnant les références utiles à sa vérifiabilité et en les liant à la section « Notes et références ».

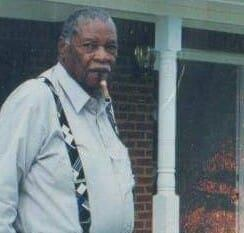
Raphael Senga

Senga Kitenge Raphael, né le 12 septembre 1928 à Lubumbashi, était un homme politique (sénateur) kino-congolais.

## Biographie
Il est le fils de Albert Oleko et Louise Mulongoy. Il suit ses études primaires et secondaires à l’Institut Saint Boniface (Lubumbashi), et finit diplômé en 1950 de la deuxième promotion africaine de Lubumbashi. Il suit ensuite une formation en comptabilité et secrétariat.
Il débute en tant secrétaire particulier de gouverneur belge de la province du Katanga de 1951 à 1960.
En 1960, il est élu sénateur de la république du Congo (jusqu'en 1965).
En 1961, il devient le chef de cabinet du ministre Gabriel Kitenge.
En 1964, il crée la Société Lapharco qui importe des médicaments de Suisse et d’Allemagne. En 1965, sa société ouvre plusieurs pharmacies dans le pays, dont 2 à Kinshasa : la Pharmacie du Grand-Marché et la Pharmacie de la poste. Dès 1970, il commence à faire fabriquer les médicaments aux Congo, faisant de Lapharco l’un des premiers laboratoires pharmaceutique du pays.

## Autres titres
- Membre du Lions Club-International Bankoko
- Gouverneur de Lion’s Club dans les années 1970-1975
- Membre du Conseil D’Administration de L’INSS (Institut National de Sécurité Social)
- Président-fondateur de Lapharco, laboratoires pharmaceutiques
- Vice-Président de L’ANEZA (Association National des Entreprises Zairoise)
- Représentant du Congo aux B.I.T (Bureau International du travail) ONU-Genéve
- Membre du conseil d’administration de la Sofide
- Membre fondateur de Sebeka Senga, Beia et Kalume, société de vente de matériel de construction
- Membre fondateur de Aframel, société de vente de matériel électrique, en collaboration avec Charles Robinson

## Vie privée
Il était marié à Clémentine Makanga-Senga.